# フルガン (ハダナラ氏)
フルガンは、明朝後期のハダ･ナラ氏海西女直。初代ハダ国主ベイレ王台ワンの長子で、第二代国主。
ワンの死去に伴い、空いた国主の座をめぐって弟カングルと争ったが、即位から一年も経たずして死去した。フルガン歿後のハダは、カングル、末弟メンゲブル、長子ダイシャンが三つ巴となって内訌を起こしたことで、ますますその勢力を衰頽させた。

## 略歴

### ワン生前
萬曆3年1575、建州右衛の都指揮使・王杲を父ワンとともに捕縛した功績により、フルガンに都督僉事の職が授けられた。この時のハダは勢力最も盛んにして、東はホイファ・ウラ、南は建州マンジュ、北はイェヘに対し絶大な影響力をもった。ワンはさらに龍虎将軍に任命され、東の女直と西の蒙古の間に介在して睨みをきかせながら、両者の結託を妨げて明辺塞の治安維持に一役買った。
ワンはイェヘのヤンギヌに娘を与えて婿とし自らの庇護の下においたが、イェヘはかつてワンの叔父ワンジュのためにチュクンゲが殺害され、さらに入貢勅書と季勒寨など所領を奪われたことが、羈縻を受けるそもそもの契機になったことから、チンギャヌ・ヤンギヌ兄弟は爾来ワンを恨み続けていた。ワンが春秋を重ね、次第に統帥力が衰えてくるのをみた兄弟は、昔年の恨みを霽らすときが来たとばかり、それまでワンの牽制を受けて近づき得なかったホルチン部のウンガダイと姻戚関係を結び、密かにハダ所領に兵を引き入れてフルガンと事を構えた。
外敵に悩まされたフルガンは諸部に対し残忍な殺戮を繰り返したため、やがて内部に離叛する者が現れた。白虎赤らが前後してイェヘに投じ、イェヘはこれを利用して祖父の故地・季勒寨を奪還した。さらに故地13箇所のうち把吉・把太など5箇所をのぞく部落がイェヘの支配に復したことで、ハダはその勢力を急激に衰頽させ、ホイファ・ウラ、そして建州もが次々とイェヘ同様にハダの羈縻を脱していった。ワンは老衰してゆく中でなす術もなく、萬曆10年1582旧暦7月、憂いと憤りの中で病死した。
この頃、チャハル部当主トゥメン･ジャサクト･ハーンの甥・小黃台吉は、ワンと姻戚関係を結んだ縁故から表向きはフルガンを援助する姿勢をみせつつ、裏では白虎赤の買収を狙い、ハダ勢力の吸収を企んでいた。

### ワン死後
父ワンが死去すると、ハダ国内には次の国主の座を巡って内訌がおこった。ワンの私生子カングルは、ハダ王家の資産を狙ってフルガンと争う姿勢をみせたが、フルガンによる殺害を惧れてイェヘ西城主チンギャヌの許へ亡命した。(フルガン歿後、カングルはハダに帰還し、末弟メンゲブルおよびフルガン長子ダイシャンと鼎立して国を三つにわかつ内訌をくりひろげた。)
イェヘのチンギャヌ・ヤンギヌ兄弟はワンの死去を知るや、かつてハダに横奪された入貢勅書700道についてフルガンにその返還を索めた。フルガンは、父ワンはイェヘの兄弟の挑発のために憤死したとして拒み、両者はますます溝を深めた。またフルガンは明に対し、嘉靖年間に肥河衛の都督・打吉六や弗思衛の都督・勒忒你が死後に祭祀を賜わったことを引き合いに、亡父ワンにも祭祀を賜うよう請願した。
父ワン歿後のフルガンは、明に対して少なくともワンほど忠義を尽くしていたわけではなく、また明もフルガンに対してワンに対するほどの信用は置けなかった。フルガンは父ワンの生前に王杲を明に売り飛ばしておきながら、王杲の遺子アタイをみずからの領地に匿った。アタイはフルガンの庇護にありながら、父・王杲を嵌めたフルガンを恨んだ。同じくハダに宿年の恨みを抱き続けるイェヘのチンギャヌ・ヤンギヌ兄弟とアタイは、共通の敵をもつ者同士、度々策応して明の辺塞を襲った。萬曆10年1582には明からフルガンに対しアタイ捕縛の命令が出されたものの、結局アタイ捕縛には至らず、アタイは萬曆11年1583に李成梁率いる官軍の集中砲火を浴びて陣没した。

## 死亡時期
『清實錄』には、フルガンが国主即位から八箇月で死亡したとあり、即位時期について具体的記載はみられないものの、仮に父ワンが死去した萬曆10年1582旧暦7月に即位したとすると、翌11年1583 3月頃に死去した計算になる。明代に編纂された『東夷考畧』に拠れば同11年1582 7月までには死亡 (歾) している。
『太祖高皇帝實錄』には、萬曆16年1588にヌルハチのもとへアミン･ジェジェが嫁ぎ、その際、フルガンが長子ダイシャンに附き添わせてヌルハチのもとへ送り届けさせたとあるが、『太祖武皇帝實錄』および『滿洲實錄』にそのような記載はみられず、明・清代史料ともにフルガンとイェヘのチンギャヌ・ヤンギヌ兄弟は前後して死去したとしている点で一致している。

## 人物
- 虎兒罕フルガンは、「好殘殺」(残忍な殺人を好んだ)。[3]
- 備兵使・王緘曰く、虎兒哈赤フルガンはかつて自らの父・王台ワン弑逆を企てたことがあった。[5]
- 遼東巡按・安九域は、虎兒哈フルガンが「王杲逆雛」(＝アタイ) を匿っていることについて、「奸狡異常」と評した。[6]

## 家系
- 曾祖・ケシネ (/スヘデ)
  - 祖父・チェチェム (/ケシネ)
    - 父・王台ワン：初代ハダ国主。
      - フルガン
        - 子・ダイシャン：第四代ハダ国主。
        - 女・アミン･ジェジェ：清太祖側妃。後にイェヘ東城主ナリムブル (ヤンギヌ子) に誘拐された。

      - 弟・カングル：父ワンの私生子。
      - 末弟・メンゲブル：第三・五代ハダ国主。
        - 侄・ウルグダイ：第六代ハダ国主。

  - 叔祖・王忠ワンジュ：ハダ･ナラ氏始祖。

### 典拠
1. ↑   manju i yargiyan kooli. 2
2. 1 2  “萬曆10年1582 12月8日/段61325”. 神宗顯皇帝實錄. 131
3. 1 2 3 4 5 6 7 8  “海西女直通攷”. 東夷考畧
4. ↑  “總畧 (建夷)”. 三朝遼事實錄. 首巻
5. 1 2 3 4 5 6  “東三邊二 (虎兒罕赤列傳)”. 萬曆武功錄. 11
6. 1 2 3  “萬曆8月1580 3月11日/段60442”. 神宗顯皇帝實錄. 97
7. 1 2  “諸部世系 (哈達國)”. 太祖武皇帝實錄. 1
8. ↑  “戊子歲萬曆16年1588 4月1日/段310”. 太祖高皇帝實錄. 2
9. ↑  “哈達地方納喇氏”. 八旗滿洲氏族通譜. 23
10. ↑  “列傳十 (萬子扈爾干)”. 清史稿. 223
11. ↑  “癸未歲萬曆11年1583至甲申歲萬曆12年1584/諸部世系/哈達國/段15”. 滿洲實錄. 1
12. 1 2 3 4 5  “東三邊二 (王台列傳)”. 萬曆武功錄. 11. 國學文庫第二十編. pp. 1-7
13. 1 2 3  “東三邊二 (逞加奴・仰加奴列傳)”. 萬曆武功錄. 11. 國學文庫第二十編
14. ↑   柳邊紀略. 2. 商務印書館叢書集成. p. 36. "肥河衞實錄永樂四年九月禿河石魯山門等處女直野人哈合察等六十三人來朝置肥河衞命哈合察等爲指揮千百戶賜予如例"
15. ↑   柳邊紀略. 2. 商務印書館叢書集成. pp. 39. "弗思木衞明太祖實錄遼陽至佛出渾三千四百里佛出渾至佛思木隘口一千三百六十里又成祖實錄永樂十年八月奴兒干乞列迷伏里其兀剌囊加兒古魯失都哈兀失奚等處女直野人准土奴塔失等百七十八人來朝貢方物置只兒蠻等十一衞命准土奴等爲指揮等官賜予如例"
16. ↑  “萬曆10年1582 12月8日/段61325”. 神宗顯皇帝實錄. 131. "……在虎兒罕則當杜其外交以繫其心……"
17. ↑  “諸部世系 (滿洲國)”. 太祖武皇帝實錄. 1. "萬汗卒子胡里干襲位八月而卒"
18. ↑  “己亥歲萬曆27年1599 9月1日/段355”. 太祖高皇帝實錄. 3. "萬汗卒子扈爾干繼之立八月卒"
19. ↑  “癸未歲萬曆11年1583至甲申歲萬曆12年1584/諸部世系哈達國/段15”. 滿洲實錄. 1. "萬汗卒子扈爾漢襲位八月而卒"
20. ↑  “海西女直通攷”. 東夷考畧. "已虎兒罕歾則南關勢愈孤十一年七月逞加奴仰加奴……瞯猛骨孛羅并虎兒罕子歹商日尋于鬥……"
21. ↑  “戊子歲萬曆161588 4月1日/段310”. 太祖高皇帝實錄. 2. "哈達國萬汗之子貝勒扈爾干以女來歸遣其子戴善送至"

### 註釈
1. ↑  「死亡時期」参照。
2. ↑  チュクンゲ殺害について、『萬曆武功錄』では「先是二奴父孔革爲台所殺僇奪季勒諸寨」[13]、『東夷考畧』では「始逞仰二奴父都督祝孔革爲台叔王忠所戮奪貢敕并季勒寨」[3]とし、ワンに殺されたとする説とワンジュ･ワイランに殺されたとする説とでわかれる。
3. ↑  『萬曆武功錄』では「其明年{{{1}}}二奴亦結婚北虜往往藉爲嚮導制置使吳兗發其姦以二奴漸有叛志故也」[13]、『東夷考畧』では「己加奴等結婚西寨虜哈屯慌忽太潛爲嚮導勢漸張欺台老日伺隙修怨」[3]としている。「慌忽太」はホルチン部ウンガダイ、「北虜」はチャハル・ホルチンなどを併せた北方の蒙古に対する総称。
4. ↑  『萬曆武功錄』では「它一切灰扒兀刺等江皆爲建州諸夷所奪」[12]、『東夷考畧』では「它如灰扒兀刺及建州夷各雲翔不受鈐束」[3]としていて、河江としてのホイファ・ウラが建州の勢力下に置かれたとする説と、部族としてのホイファ・ウラが建州とともにハダの羈縻から解放されたとする説とで、内容が可也異なる。
5. ↑  『清史稿』はトゥメト部アルタン･ハーンの子センゲ･ドゥーレン･ホン･タイジ (辛愛黃台吉) としているが、明代史料にははっきりと土蠻の「従子」と書かれている。土蠻はチャハル部当主トゥメン･ジャサクト･ハーンを指す為、従ってトゥメト部の黃台吉とは考えにくい。
6. ↑  『柳邊紀略』に「弗思木衞」[15]はみえるが、「弗思衞」はみられない。
7. ↑  『太祖武皇帝實錄』[17]、
『太祖高皇帝實錄』[18]、
『滿洲實錄』[19]。『清史稿』は「是時太祖初起兵。八月，扈爾干以兵從兆佳城長李岱劫太祖所屬瑚濟寨」としているが、ヌルハチの挙兵は萬曆11年1583旧暦5月なので、フルガンは同年旧暦8月に派兵していることになる。

## 文献

### 実録
- 顧秉謙, 他『神宗顯皇帝實錄』(崇禎3年1630) (漢)
- 編者不詳『滿洲實錄』(乾隆46年1781) (漢)
  - 『ᠮᠠᠨᠵᡠ ᡳ ᠶᠠᡵᡤᡳᠶᠠᠨ ᡴᠣᠣᠯᡳmanju i yargiyan kooli』(乾隆46年1781) (満)
    - 今西春秋『満和蒙和対訳 満洲実録』刀水書房 (昭和13年1938訳, 1992年刊)

### 史書
- 茅瑞徵『東夷考畧』(天啓1年1621) 燕京図書館 (ハーバード大学) 所蔵 (漢)
- 王在晉『三朝遼事實錄』(崇禎12年1639) 江蘇省立国学図書館 (漢)
- 張廷玉, 他『明史』四庫全書 (乾隆4年1739) (漢)
- 愛新覺羅氏弘晝, 他『八旗滿洲氏族通譜』四庫全書 (乾隆9年1744) Harvard Univ. Lib.蔵 (漢)
  - 『Jakūn gūsai Manjusai mukūn hala be uheri ejehe bithe』 (乾隆10年1745) 東大アジア研究図書館デジタルライブラリ (満)
- 趙爾巽『清史稿』清史館 (民国17年1928) 中華書局 (漢)

### Web
- 栗林均「モンゴル諸語と満洲文語の資料検索システム」東北大学
- 「明實錄、朝鮮王朝実録、清實錄資料庫」中央研究院歴史語言研究所 (台湾)